# بازگشت شرلوک هلمز (فیلم ۱۹۲۹)
«بازگشت شرلوک هلمز» (انگلیسی: The Return of Sherlock Holmes) یک فیلم کارآگاهی آمریکایی است که در سال ۱۹۲۹ منتشر شد. از بازیگران آن می‌توان به دانالد کریسپ و فیلیپس هولمز اشاره کرد.